# Opactwo Sancta Maria w Nunraw
Opactwo Sancta Maria w Nunraw (ang.: Sancta Maria Abbey in Nunraw) to katolicki klasztor zakonu cystersów (trapistów) w Nunraw (East Lothian, Szkocja). To pierwszy i jedyny klasztor cystersów, założony w Szkocji od reformacji w 1560 r. Jest to jeden z trzech obecnie czynnych klasztorów cystersów w Wielkiej Brytanii.

## Historia
Teren dzisiejszego klasztoru należał w średniowieczu do cysterek z Haddington i stąd pochodzi obecna nazwa miejscowości Nunraw, czyli Nun's Row (Pod Zarządem Zakonnicy). Klasztor w Haddington był założony przez Adę de Warenne, hrabinę Huntingdon, córkę hrabiego Surrey w 1178 r., wkrótce po śmierci Bernarda z Clairvaux. Przypuszczalnie w dzisiejszym Nunraw znajdowały się zabudowania gospodarcze posiadłości ziemskich tego klasztoru. Klasztor i kościół NMP w Haddington zostały zrujnowane w połowie XVI w. przez Anglików i opuszczone; kościół od 1561 r. stał się kościołem kalwińskim, a zabudowania klasztorne sekularyzowano w 1621 r.

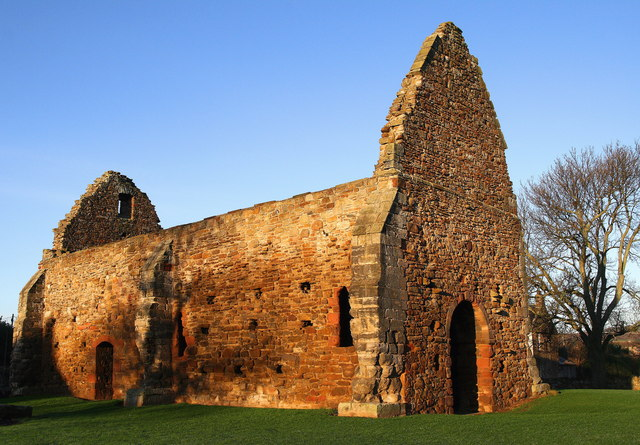
St. Martin's Kirk -ruiny dawnego kościoła cysterek w Haddington

Obecny klasztor w Nunraw został założony w 1946 r. przez mnichów z klasztoru Mount St. Joseph Abbey w Roscrea (Irlandia), którzy zakupili gotycką wieżę mieszkalną (przebudowaną w stylu neogotyckim w XIX wieku) i otaczające tereny. W 1952 r. mnisi rozpoczęli budowę dużego budynku klasztornego (zamieszkałego od 1969 r., a całkowicie ukończonego w latach 1980.), na południowy zachód od wieży. Obecnie w wieży znajdują się pokoje gościnne. Klasztor został konsekrowany jako opactwo w 1948 r. Obecnie posiadłości klasztoru zajmują 500 ha ziemi, na której hodowane jest bydło. Klasztor jest położony u podnóża wzgórz Lammermuir na terenie ziemnego grodziska z epoki brązu, zwanego White Castle.